# Kneipe

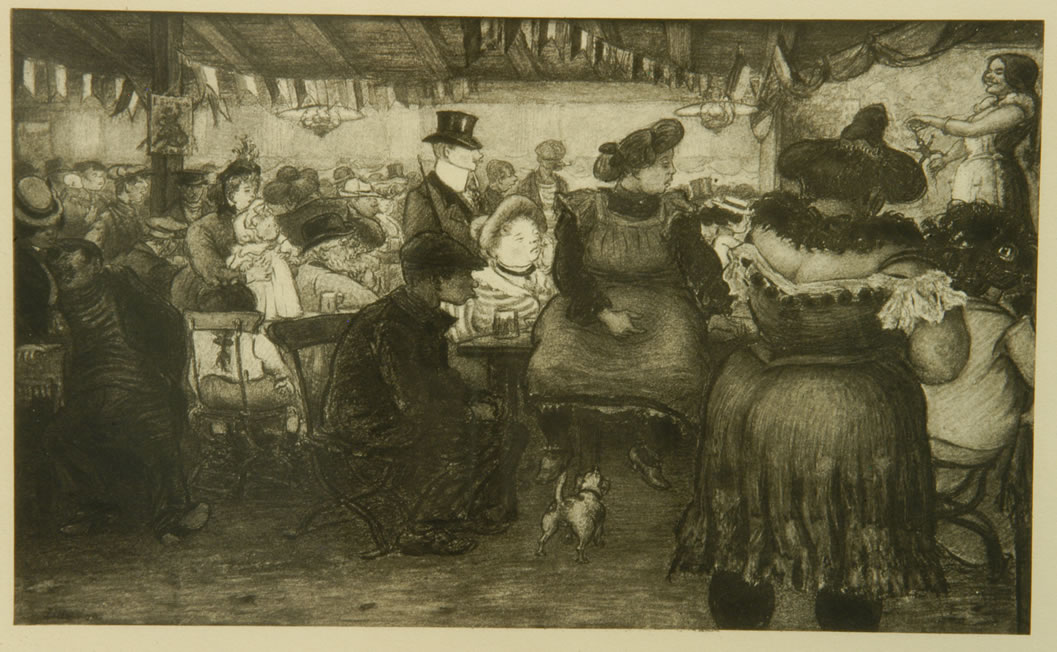
In der Kneipe (En el kneipe), litografía de Heinrich Zille, 1913.

Un kneipe es un establecimiento similar a un bar, posada o taberna, habitual en las ciudades alemanas. En un Kneipe se sirve cerveza y otras clases de bebidas alcohólicas o no alcohólicas. Aunque lo normal es sólo ofrecer bebidas, dado que en ellos también es posible comer, la diferencia en Alemania entre restaurante y kneipe no está clara. 
El término «kneipe» tiene su origen en el siglo XIX, y procede de la jerga estudiantil del momento. En Austria se conocen como "Beisl" a los locales de similares características, en la parte de Suiza germanoparlante como "Beiz", en Baviera como "Boazn" y en Baden-Wütttemberg como "Boitz". Todos estos términos proceden de la palabra hebrea "Beijt", cuyo significado es "casa".
- Datos: Q12341378